# Vrakuňa
Vrakuňa (allemand : Fragendorf, Frattendorf, hongrois : Vereknye) est un quartier de la ville de Bratislava.

## Histoire
Première mention écrite du quartier en 1279.

## Démographie

### Évolution de la population
| Année:               | 1994.  | 2004.   | 2014.   | 2024.   |
| -------------------- | ------ | ------- | ------- | ------- |
| Nombre de personnes: | 18 425 | 18 799  | 19 866  | 20 157  |
| Différence:          |        | +2,02 % | +5,67 % | +1,46 % |

| Année:               | 2023.  | 2024.   |
| -------------------- | ------ | ------- |
| Nombre de personnes: | 20 221 | 20 157  |
| Différence:          |        | -0,31 % |

## Politique
| Nom             | Parti politique      | date de l'élection | Fin du mandat |
| --------------- | -------------------- | ------------------ | ------------- |
| Ladislav Fatura | Candidat indépendant | 02.12.2006         | décembre 2010 |